# 528 Rezia
528 Rezia este un asteroid din centura principală, descoperit pe 20 martie 1904, de Max Wolf.